# Chư Pơng
Chư Pơng là một xã thuộc huyện Chư Sê, tỉnh Gia Lai, Việt Nam.
Xã Chư Pơng có diện tích 39,38 km², dân số năm 2005 là 2.872 người, mật độ dân số đạt 73 người/km².